# Monika Paca
Monika Maria Paca-Bros (ur. 1966 w Myszkowie) – polska działaczka społeczna, radca prawny, przedsiębiorca, pionierka rewitalizacji przestrzeni poprzemysłowych oraz rewitalizacji społecznej na Górnym Śląsku. Założycielka i od 2001 dyrektor Galerii Szyb Wilson.

## Życiorys
Absolwentka Uniwersytetu Śląskiego. W 1995 ukończyła aplikację prokuratorską. Pracowała w Prokuraturze Rejonowej w Katowicach.
Obecnie prowadzi przedsiębiorstwo, zajmujące się zarządem i rewitalizacją starego Browaru Mokrskich w Szopienicach, jednej z dzielnic Katowic.
Inicjatorka wydarzeń kulturalnych, mecenas sztuki, twórczyni prywatnej galerii sztuki współczesnej „Szyb Wilson”.
Utworzyła i prowadzi Fundację EKO-ART SILESIA, która organizuje m.in. Międzynarodowy Festiwal Sztuki Naiwnej „NIKISZ-FOR”, a od 2010 „ART NAIF FESTIWAL”
Działaczka społeczna, działa na rzecz budowy społeczeństwa obywatelskiego, w latach 2001–2006 inicjatorka szeregu akcji mających na celu wyrównywanie szans dzieci z katowickich dzielnic Janów i Nikiszowiec, współinicjatorka powołania Stowarzyszenia „Razem dla Nikiszowca” oraz inicjatorka powstania „Stowarzyszenia dla Szopienic” stawiających sobie za cel rewitalizację tych starych, poprzemysłowych dzielnic Górnego Śląska.
Polityk partii Partii Zieloni, organizatorka happeningów i demonstracji. Członek Rady Krajowej i była członkini Zarządu Krajowego Zielonych. Kandydowała z ramienia tej partii w wyborach parlamentarnych w 2007 do Senatu. Zdobyła 21 336 głosów w okręgu katowickim. Kandydowała także w wyborach do Parlamentu Europejskiego w 2009 z ramienia komitetu Porozumienie dla Przyszłości – CentroLewica i w 2014 z listy Zielonych, jak również do Sejmu w 2015 z listy Zjednoczonej Lewicy.
Jest córką Stanisławy Pacy.